# Нові Казанчі
Нові Казанчі́ (рос. Новые Казанчи, башк. Яңы Ҡаҙансы) — присілок у складі Аскінського району Башкортостану, Росія. Входить до складу Кшлау-Єлгинської сільської ради.
Населення — 443 особи (2010; 401 у 2002).
Національний склад:
- башкири — 95 %